# اکینجی (کاهتا)
اکینجی {{ترکی|Ekinci) (به کردی: Tazenot) یک منطقهٔ مسکونی کردنشین در ترکیه است که در کاهتا واقع شده‌است.